# Black Pearl
Black Pearl (oder Project Y712), gebaut bei Oceanco in Alblasserdam/Niederlande, ist mit 106 Metern Länge momentan (2022) die drittlängste Segelyacht der Welt. Sie gehörte dem russischen Oligarchen Oleg Burlakov (1950–2021) und kostete mutmaßlich rund 200 Millionen US-Dollar.

## Geschichte
Der niederländische Schiffbauingenieurbüro Gerard Dijkstra & Partner hatte seinerzeit das erste jemals realisierte Segelschiff mit Dyna-Rigg konstruiert, die 2006 vom Stapel gelaufene, 88 Meter lange Maltese Falcon. Maßgeblichen Anteil daran hatte seinerzeit der Schiffsdesigner Ken Freivokh gehabt. Von dessen Leistung begeistert, beauftragte der Milliardär Oleg Burkalov im Juli 2010 Freivokh mit der Projektierung einer noch größeren Dyna-Yacht („Project Solar“). Dies führte zunächst zu einem vorläufigen Konzept für ein 96 Meter langes Schiff, welches unter dem Codenamen Nautilus lief. Bis November 2011 erfolgte eine Planmodifikation mit einer Verlängerung auf 106 Meter, und anschließend wurde ein Modell gebaut.
Nach einer internationalen Ausschreibung wurde 2012 die niederländische Werft Oceanco als Bauwerft ausgewählt. Für das Rigg war wiederum das Büro Dijkstra & Partner zuständig. Maßgeblich beteiligt bei der Schiffsausführung waren der Innenraumdesigner Gerard P. Villate sowie der Schiffsdesigner Dan Lenard und der Schiffsbauingenieur Carlo Nuvolari; mit den beiden Letzteren hatte Oceanco bereits beim Bau mehrerer Megayachten zusammengearbeitet. Auch Burkalov beteiligte sich intensiv am Entwicklungsprozess. Vor allem beim Entwurf des innovativen Bugs war er maßgeblich beteiligt. So entstand allmählich ein Steven in der Art früherer Panzerkreuzer. Entgegen diesem Konzept wurde jedoch letztlich dem Bug zusätzlich eine Nase aufgesetzt und damit der radikale Entwurf abgeschwächt.
Im September 2016 lief die Black Pearl vom Stapel, anschließend wurde dann das innovative Rigg montiert. Im Sommer 2017 stand die Seeerprobung an. Die Auslieferung des Schiffes vom Ausrüstungskai im Rotterdamer Nieuw-Mathenesse-Hafen erfolgte am 19. März 2018. Der Preis soll bei rund 200 Millionen Dollar gelegen haben.
Am 20. Juni 2021 starb der zuletzt in Kanada und Monaco lebende Oleg Burkalov, der neben der russischen auch die ukrainische und kanadische Staatsangehörigkeit besaß, in einer Moskauer Klinik infolge einer COVID-19-Erkrankung. Infolgedessen wurde das von ihm seit 2019 betriebene gerichtliche Scheidungsverfahren von seiner langjährigen Ehefrau Ludmilla, die er zugunsten seiner 27-jährigen Geliebten Sofia Shevtsova verlassen hatte, eingestellt. Als Fortsetzung des Scheidungskrieges kam es danach zu einem bisher (März 2022) noch nicht abgeschlossenen Rechtsstreit über sein Erbe, so dass die Eigentümerschaft des Schiffes zunächst unklar bleibt. Die Black Pearl lag zeitweilig in Tivat (Montenegro), verlegte dann aber Mitte 2022 kurzzeitig ins kroatische Hvar und wieder zurück nach Tivat. Im Dezember 2022 startete die Yacht ihre erste Atlantiküberquerung, die 21 Tage dauerte.

## Antrieb
Die Black Pearl ist ein sogenanntes Dyna-Schiff nach dem Konzept des deutschen Schiffbauingenieurs Wilhelm Prölß (1901–1974); den Antrieb besorgen fünfzehn an drei Masten angeschlagene Rahsegel (was somit einem Jubiläumsrigg entspricht), während Schratsegel komplett entfallen. Auch auf eine Verstagung konnte dank der Masten aus hochfestem kohlenstofffaserverstärkten Kunststoff nahezu vollständig verzichtet werden. Die einzelnen Rahsegelflächen werden „aus der Mastmitte“ heraus – ähnlich einer Gardine – zu den Rahenden der strömungsgünstig gekrümmten Rahen hin ausgefahren oder bei zunehmendem Wind wieder in den Mast eingerollt. Dabei sind alle Segel einzeln von Deck aus steuerbar, was es ermöglicht, das Schiff jedem Windangebot anzupassen. Das Setzen und Reffen der gesamten Segelfläche dauert nicht länger als sieben Minuten. Im Ergebnis bietet jeder der 70 Meter hohen Masten dem Wind eine geschlossene Segelfläche, was sich günstig auf die aerodynamische Effizienz auswirkt, da kein Druckverlust zwischen den fünf Segeln eines Mastes entsteht. Entgegen der üblichen Konstruktionsweise sind die Rahen nicht drehbar am Mast befestigt, sondern der Mast wird gedreht, um den Segeln den gewünschten Anstellwinkel zum Wind zu geben. Dies ist möglich wegen des Wegfalls des stehenden Gutes; die Drehlager der Masten befinden sich unter Deck.
Für die Fahrt bei unzureichendem Wind oder beim Manövrieren hat die Black Pearl eine Maschinenanlage bestehend aus zwei MTU-Dieselmotoren, die auf zwei Propeller wirken und eine Fahrt von 17,5 kn ermöglichen sollen. Die Anlage ist mit einer Fahrtenergie-Rückgewinnungsanlage ausgerüstet, die beim Segeln die Propeller zur Generation elektrischer Energie nutzt. Im Verlauf der weiteren Ausrüstung wurden die Segel teilweise mit flexiblen Solarzellen beklebt, um die Abhängigkeit des Schiffes von fossilem Treibstoff noch weiter zu verringern. Damit wurde eine Transatlantikreise mit lediglich zwanzig Litern Treibstoff ermöglicht; es wird erwartet, dass die Black Pearl eine Transatlantikreise ganz ohne die Verbrennung von Diesel wird durchführen können. Auf ihrer ersten Atlantiküberquerung segelte die Yacht über 80 % der Strecke und verbrauchte 32,000 Liter.

## Inneneinrichtung
Wie bei Megayachten üblich, gibt es nur verhältnismäßig spärliche Informationen über Details der Inneneinrichtung der Black Pearl. Das italienische Büro Nuvolari & Lenard, das schon einige von Oceanco gebaute Megayachten ausgestattet hat, darunter die Vibrant Curiosity, Seven Seas oder Alpha Nero, war mit der Ausstattung betraut. Nach Zeichnungen von Nuvolari & Lenard ist das Interieur in einem klassischen, dem Empire ähnelnden Stil gehalten.
Das Schiff hat 6 Kabinen für insgesamt 12 Passagiere, zwei Schwimmbäder, einen großen Weinkeller mit Verkostungsraum, ein künstlicher Badestrand („Beach Club“) mit einer Lichterdecke, die verschiedene Tageszeiten simulieren kann, sowie zwei Beiboote. Durch Herunterklappen der Schanzkleider lässt sich ein Hubschrauberlandeplatz einrichten.

## Bildergalerie

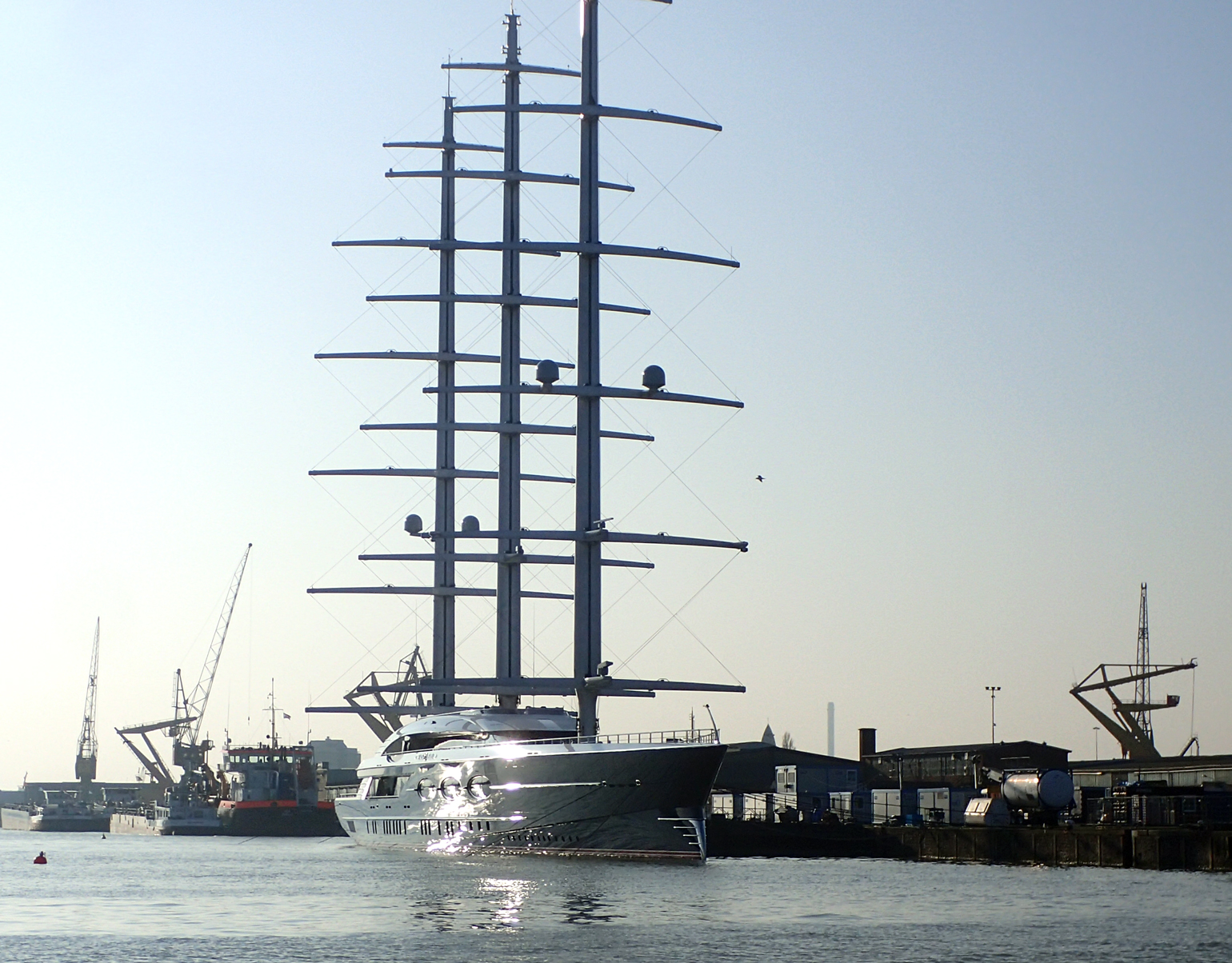
Black Pearl am Ausrüstungskai in Rotterdam
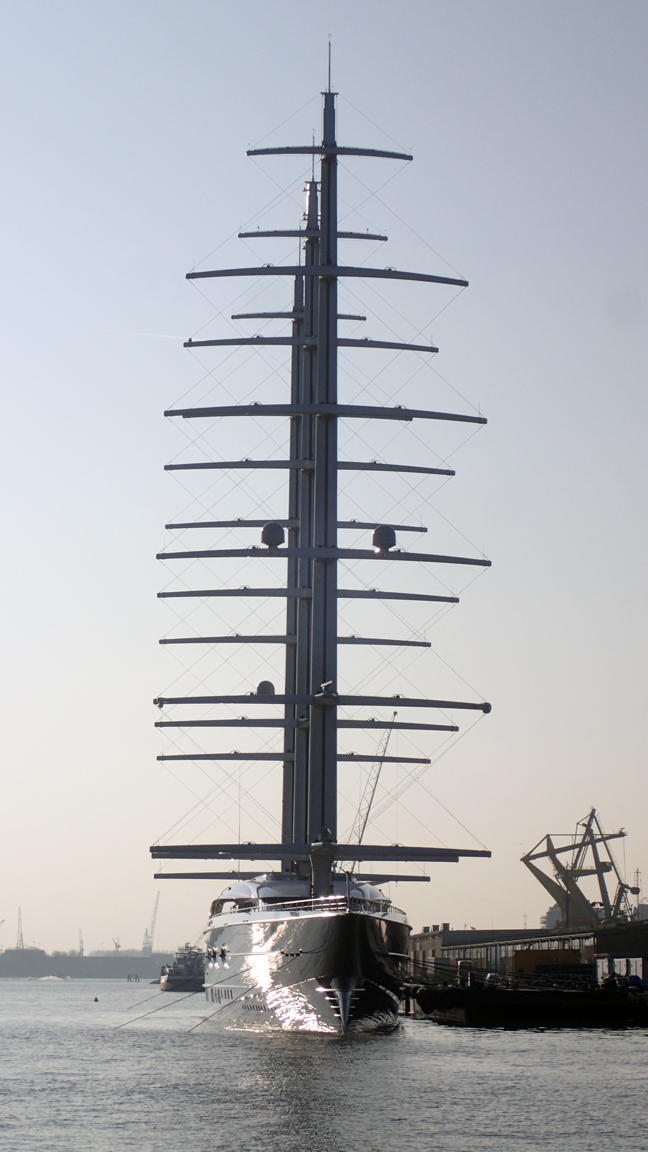
Black Pearl am Ausrüstungskai in Rotterdam
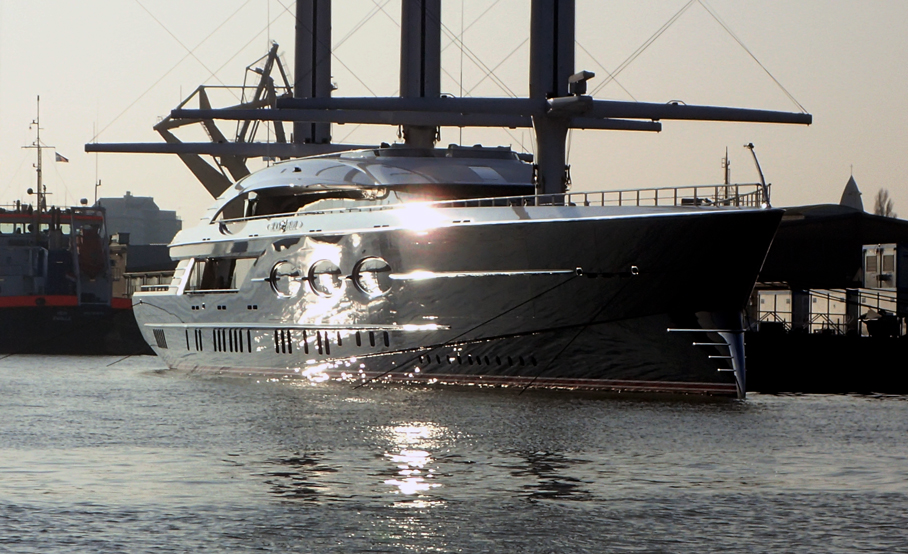
Black Pearl am Ausrüstungskai in Rotterdam